# Sándor Gőcze
Sándor Gőcze (Tapolca, 29 novembre 1921 – Győr, 27 febbraio 1995) è stato un calciatore ungherese, di ruolo attaccante.

## Carriera

### Club
Ha sempre giocato nel campionato ungherese.

### Nazionale
Ha collezionato 2 presenze con la maglia della Nazionale.

## Palmarès

### Nazionale
- Coppa Internazionale: 1

Ungheria: 1953